# Явузселим
„Явузселим“ (на турски: Yavuzselim) е квартал в район „Бейкоз“ в Истанбул, Турция. Намира се в анадолската част на града и граничи с кварталите „Ченгелдере“, Чифтлик, „Бакладжъ“ и „Полонезкьой“, както и с район Чекмекьой на запад и юг.